# 捷列季區

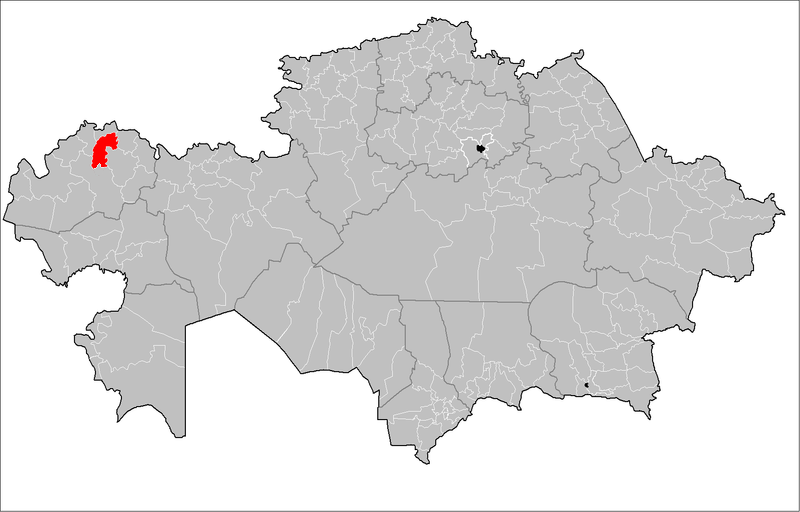

51°08′24″N 51°52′48″E / 51.14000°N 51.88000°E
捷列季區（羅馬化：Terektı audany）是哈薩克斯坦的行政區，位於該國西北部，由西哈薩克斯坦州負責管轄，首府設於費奧多羅夫卡，始建於1933年，面積8,400平方公里，2019年人口38,086。